# NASDAQ-100 Open 2005
Miami Masters 2005 (також відомий під назвою NASDAQ-100 Open за назвою спонсора) — тенісний турнір, що проходив на відкритих кортах з твердим покриттям Tennis Center at Crandon Park у Кі-Біскейні (США). Це був 21-й за ліком Мастерс Маямі. Належав до серії Masters в рамках Туру ATP 2005, а також до серії Tier I в рамках Туру WTA 2005. І чоловічі, і жіночі змагання тривали з 21 березня до 3 квітня 2005 року.

## Переможці та фіналісти

### Чоловіки. Одиночний розряд
Роджер Федерер —  Рафаель Надаль, 2–6, 6–7(4–7), 7–6(7–5), 6–3, 6–1

### Одиночний розряд. Жінки
Кім Клейстерс —  Марія Шарапова, 6–3, 7–5

### Парний розряд. Чоловіки
Йонас Бйоркман &  Макс Мирний —  Вейн Блек &  Кевін Ульєтт, 6–1, 6–2

### Парний розряд. Жінки
Світлана Кузнецова &  Алісія Молік —  Ліза Реймонд &  Ренне Стаббс, 7–5, 6–7(5–7), 6–2